# L'Expédition (album)
Pour les articles homonymes, voir L'Expédition.
Albums de Les Cowboys fringants
Les insuccès en spectacle
(2007) Sur un air de déjà vu
(2009)
L'Expédition est un album des Cowboys fringants, sorti en 2008.

## Présentation
L'Expédition est le sixième album des Cowboys fringants et le premier où la formation ne compte plus que quatre membres après le départ de Dominique Lebeau.
L'album sort le 23 septembre 2008 et comporte 14 titres qui ont pour fil conducteur le temps qui passe, l'expédition du titre symbolisant la vie. 
Comparativement aux albums précédents, l'album est analysé comme plus posé et plus mélancolique,. À la suite de cet album, le groupe sort Sur un air de déjà vu qui contient une quinzaine de titres composés et enregistrés dans la même temporalité que cet album mais qui comporte des chansons plus légères,.
Trois singles issus de l'album occupent à leur sortie la première place du top 100 des radios québécoises (top 100 BDs) : Entre deux taxis (durant 9 semaines), Tant qu'on aura de l'amour (5 semaines) et La Tête haute (2 semaines).

## Liste des titres
Toutes les chansons sont écrites et composées par Jean-François Pauzé, sauf où indiqué.
| 1.    | Droit devant                                             | 4:45 |
| 2.    | Chêne et Roseau                                          | 2:12 |
| 3.    | Entre deux taxis                                         | 3:32 |
| 4.    | La Catherine                                             | 3:03 |
| 5.    | Histoire de pêche                                        | 3:09 |
| 6.    | Bobo                                                     | 3:37 |
| 7.    | Rue des souvenirs                                        | 2:50 |
| 8.    | Monsieur                                                 | 3:54 |
| 9.    | La Tête haute                                            | 4:32 |
| 10.   | Les Hirondelles (musique d'intro de Marie-Annick Lépine) | 4:33 |
| 11.   | Tant qu'on aura de l'amour                               | 2:45 |
| 12.   | La Bonne Pomme                                           | 3:30 |
| 13.   | Train de vie                                             | 2:47 |
| 14.   | Une autre journée qui se lève                            | 5:33 |
| 50:42 |                                                          |      |

## Personnel

### Musiciens
- Karl Tremblay : voix
- Jean-François Pauzé : guitare électrique, acoustique, classique, voix
- Marie-Annick Lépine : violon, mandoline, accordéon, piano, flûte, alto, claviers, violoncelle, mélodica, gousli, voix
- Jérôme Dupras : basse, batterie, guitare électrique, banjo, voix

Musiciens invités
- Steve Gagné : batterie sur les chansons 1, 2, 3, 5, 7, 14 et percussions
- Daniel Lacoste : guitare électrique sur la chanson Droit devant

### Réalisation
- Les Cowboys Fringants : réalisation
- Louis Legault : réalisation, prise de son et mixage, mastering
- Claude Larivée : réalisation
- Fernand Martel : mastering
- Valérie Dupras : conception et illustration de la pochette
- Jo-Ann Bolduc : graphisme

## Classements
| Classement                   | Meilleure position |
| ---------------------------- | ------------------ |
| Canada (Canadian Albums)     | 2                  |
| France (SNEP)                | 32                 |
| Belgique (Wallonie Ultratop) | 67                 |
| Suisse (Schweizer Hitparade) | 79                 |